# Езора-Вельке (гмина)
Езора-Вельке (пол. Jeziora Wielkie) — сельская гмина (волость) в Польше, входит как административная единица в Могиленский повет, Куявско-Поморское воеводство. Население — 5033 человека (на 2004 год).

## Соседние гмины
1. Гмина Крушвица
2. Гмина Скульск
3. Гмина Стшельно
4. Гмина Вильчин